# Villa Avogadro
Villa Avogadro, nota anche come villa La Pellegrina, è un edificio in stile neoclassico situato in strada Farnese 17 a Parma.

## Storia
La villa, circondata da un grande parco, fu edificata in località San Pellegrino di Vigheffio sul luogo di un preesistente edificio, ormai in rovina, tra il 1820 e il 1825 per volere di Amedeo Rosazza, costruttore del ponte sul Taro e del Teatro Regio; il progetto, da alcuni storici erroneamente attribuito a Nicolò Bettoli, fu invece redatto dall'architetto Paolo Gazola.
Alla morte dell'impresario nel 1830, la proprietà passò alla figlia Elisa, moglie del conte Filippo Bondani.
Dopo il 1850 la tenuta fu acquistata dai conti De Rauschenfels, che la tennero solo per pochi anni: verso il 1868 la rivendettero al conte Paolo Cappello di San Franco, che la donò in dote alla figlia Cristina, moglie del conte Antonio Avogadro di origine vercellese.
In seguito alla scomparsa di Antonio nel 1946, gli eredi cedettero la villa col parco alle Piccole figlie dei Sacri Cuori di Gesù e Maria, che vi si trasferirono adibendo parte della struttura a collegio e orfanotrofio; gli ambienti furono adeguati alle nuove esigenze e il teatrino interno fu riconvertito in dormitorio.
Nel 1960 le suore aprirono all'interno dell'edificio anche una scuola materna a servizio del quartiere cittadino, nel frattempo sviluppatosi fino ai confini della proprietà. Il crescente numero di iscritti comportò nel 1997 la necessità di avviare i lavori di trasformazione della cappella in aule scolastiche; al termine dell'intervento nel 2003, la terza sezione fu spostata negli ambienti ristrutturati.

## Descrizione
La villa è situata al centro di un ampio parco cintato di forma pressoché rettangolare, originariamente circondato dalle campagne coltivate.

### Villa

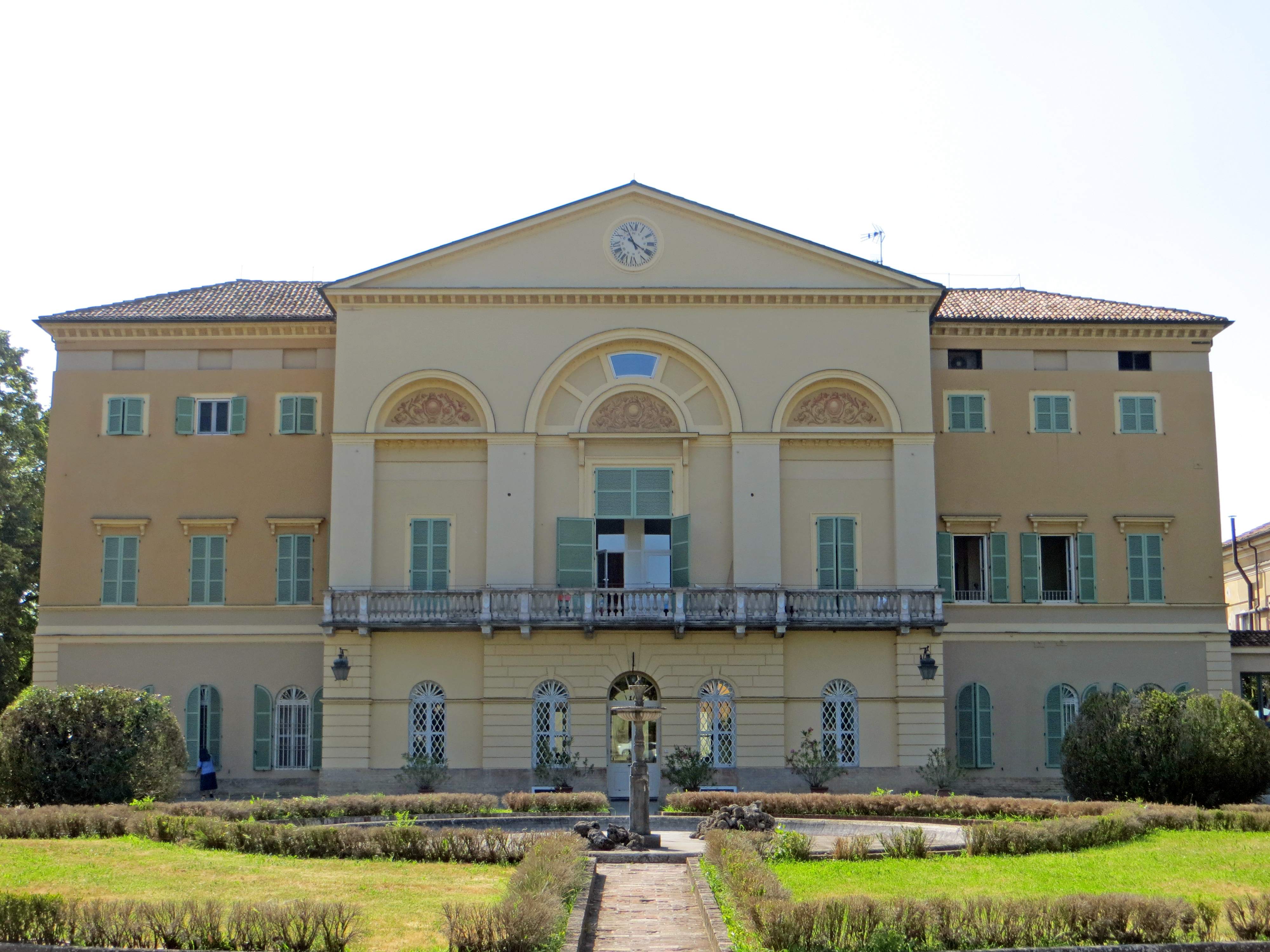
Facciata

La villa si sviluppa su una pianta a C, con accesso a est all'interno dell'avancorpo in asse con l'ingresso; parallelamente all'ala nord si allunga la cappella absidata.
La simmetrica facciata monumentale, interamente intonacata, è caratterizzata dall'imponente avancorpo centrale; il livello terreno è rivestito in finto bugnato, che delimita il portale d'accesso principale ad arco a tutto sesto e le adiacenti finestre di forma analoga; al piano nobile si affacciano sulla lunga balconata balaustrata tre portefinestre, di cui la centrale molto ampia, delimitate da quattro larghe lesene e sormontate da grandi lunette contenenti dipinti e riquadrature in rilievo; in sommità si staglia infine un largo frontone triangolare con cornice decorata con modiglioni, al cui centro è collocato un orologio. La due ali si elevano su tre livelli; su ciascun lato, si aprono tre finestre a ogni ordine, di cui quelle al piano terreno ad arco a tutto sesto, quelle al piano nobile rettangolari e sormontate da architravi in aggetto retti da mensoline e quelle all'ultimo piano quadrate e delimitate da cornici lineari; in sommità corre il cornicione con modiglioni.
Sulla destra, collegata attraverso un passaggio coperto, si eleva la cappella neoclassica, progettata dall'ingegner Sisto Dalla Rosa Prati, con simmetrica facciata a capanna scandita orizzontalmente in due ordini; inferiormente è collocato nel mezzo il portale d'ingresso ad arco a tutto sesto, affiancato da due finestre di forma analoga; superiormente si aprono tre grandi finestre ad arco a tutto sesto, scandite da lesene collegate da arcate in rilievo; in sommità si staglia il frontone triangolare di coronamento.
Il simmetrico prospetto posteriore della villa è caratterizzato dall'elegante corpo centrale; al livello terreno, rivestito in finto bugnato, è posizionato nel mezzo il portale ingresso ad arco a tutto sesto, affiancato da due finestre di forma analoga; al piano nobile è collocato un grande finestrone balaustrato scandito in tre parti da quattro alte colonne ioniche, a sostegno dell'architrave in rilievo; più in alto si apre un'ampia finestra a lunetta, delimitata da cornice.
All'interno si accede all'imponente atrio a pianta quadrata, dominato da quattro colonne, chiuse da vetrate; vi si apre lo scalone, che conduce ai saloni e agli altri ambienti del primo piano.

### Parco
Di fronte alla villa si sviluppa il parco di forma rettangolare.
Il giardino, accessibile dalla cancellata su strada Farnese a est, è caratterizzato dalla grande aiuola centrale di forma circolare, con siepi e fontana nel mezzo; lungo i bordi del parco, a una certa distanza dall'edificio, si ergono le piante d'alto fusto.